# Leichtathletik-Weltmeisterschaften 1993/110 m Hürden der Männer

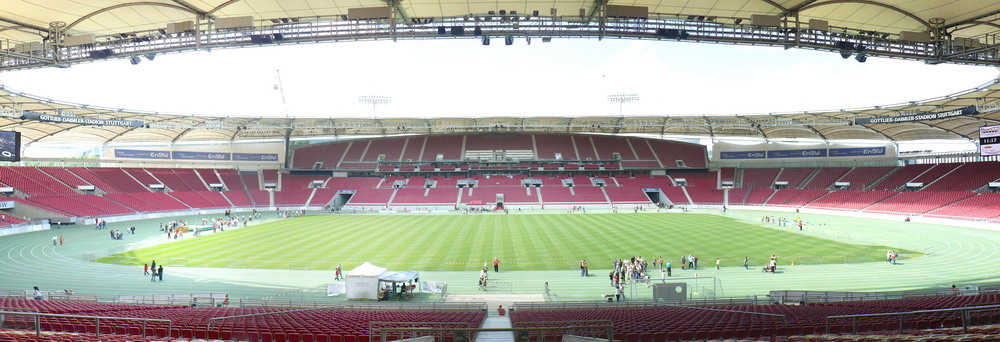
Das Stuttgarter Gottlieb-Daimler-Stadion im Jahr 2007

Der 110-Meter-Hürdenlauf der Männer bei den Leichtathletik-Weltmeisterschaften 1993 wurde am 19. und 20. August 1993 im Stuttgarter Gottlieb-Daimler-Stadion ausgetragen.
In diesem Wettbewerb erzielten die britischen Hürdensprinter einen Doppelsieg. Weltmeister wurde der Olympiazweite von 1992, WM-Dritte von 1987 und amtierende Europameister Colin Jackson. Im Finale stellte er mit 12,91 Sekunden einen neuen Weltrekord auf. Er gewann vor dem WM-Dritten von 1991 und Vizeeuropameister von 1990 Tony Jarrett. Bronze ging an den US-amerikanischen Olympiadritten von 1992 und Vizeweltmeister von 1991 Jack Pierce.

## Rekorde

### Bestehende Rekorde
| Weltrekord               | 12,92 s | Roger Kingdom | Zürich, Schweiz         | 16. August 1989 |
| Weltmeisterschaftsrekord | 13,06 s | Greg Foster   | WM 1991 in Tokio, Japan | 29. August 1991 |
| Weltmeisterschaftsrekord | 13,06 s | Jack Pierce   | WM 1991 in Tokio, Japan | 29. August 1991 |

### Rekordverbesserung
Der britische Weltmeister Colin Jackson verbesserte den bestehenden WM-Rekord im Finale am 20. August bei einem Rückenwind von 0,5 m/s um fünfzehn Hundertstelsekunden auf 12,91 s. Damit verbesserte er gleichzeitig den neuen bestehenden Weltrekord um eine Hundertstelsekunde.

## Vorrunde
Die Vorrunde wurde in sechs Läufen durchgeführt. Die ersten drei Athleten pro Lauf – hellblau unterlegt – sowie die darüber hinaus sechs zeitschnellsten Läufer – hellgrün unterlegt – qualifizierten sich für das Halbfinale.

### Vorlauf 1
19. August 1993, 11:15 Uhr
Wind: −0,7 m/s
| Platz | Name              | Nation         | Zeit (s) |
| ----- | ----------------- | -------------- | -------- |
| 1     | Colin Jackson     | Großbritannien | 13,23    |
| 2     | Dietmar Koszewski | Deutschland    | 13,52    |
| 3     | Piotr Wojcik      | Polen          | 13,72    |
| 4     | Hubert Grossard   | Belgien        | 13,79    |
| 5     | Fausto Frigerio   | Italien        | 13,97    |
| 6     | Pedro Chiamulera  | Brasilien      | 14,11    |
| 7     | Mustapha Sdad     | Marokko        | 14,38    |

### Vorlauf 2
19. August 1993, 11:22 Uhr
Wind: −0,4 m/s
| Platz | Name                | Nation      | Zeit (s) |
| ----- | ------------------- | ----------- | -------- |
| 1     | Jack Pierce         | USA         | 13,21    |
| 2     | Dan Philibert       | Frankreich  | 13,53    |
| 3     | Eric Kaiser         | Deutschland | 13,54    |
| 4     | Sean Cahill         | Irland      | 13,70    |
| 5     | Jewgeni Petschonkin | Russland    | 13,85    |
| 6     | Pekka Vesterinen    | Finnland    | 13,89    |
| 7     | Wagner Marseille    | Haiti       | 14,03    |
| DNS   | Alex Foster         | Costa Rica  |          |

### Vorlauf 3
19. August 1993, 11:29 Uhr
Wind: +0,4 m/s
| Platz | Name             | Nation         | Zeit (s) |
| ----- | ---------------- | -------------- | -------- |
| 1     | Tony Jarrett     | Großbritannien | 13,32    |
| 2     | Kyle Vander-Kuyp | Australien     | 13,57    |
| 3     | Igors Kazanovs   | Lettland       | 13,61    |
| 4     | Vincent Clarico  | Frankreich     | 13,91    |
| 5     | Joilto Bonfim    | Brasilien      | 14,00    |
| 6     | Henry Andrade    | Kap Verde      | 14,64    |
| 7     | Robert Kosev     | Mazedonien     | 14,78    |
| 8     | Robin Korving    | Niederlande    | 14,88    |

### Vorlauf 4
19. August 1993, 11:36 Uhr
Wind: +0,4 m/s
| Platz | Name                | Nation         | Zeit (s) |
| ----- | ------------------- | -------------- | -------- |
| 1     | Emilio Valle        | Kuba           | 13,32    |
| 2     | Mark Crear          | USA            | 13,47    |
| 3     | Andrew Tulloch      | Großbritannien | 13,59    |
| 4     | Kai Kyllonen        | Finnland       | 13,76    |
| 5     | Wladimir Schischkin | Russland       | 13,89    |
| 6     | Miguel Soto         | Puerto Rico    | 13,92    |
| 7     | Yusuke Tsuge        | Japan          | 14,11    |
| DNS   | Laurent Ottoz       | Italien        |          |

### Vorlauf 5

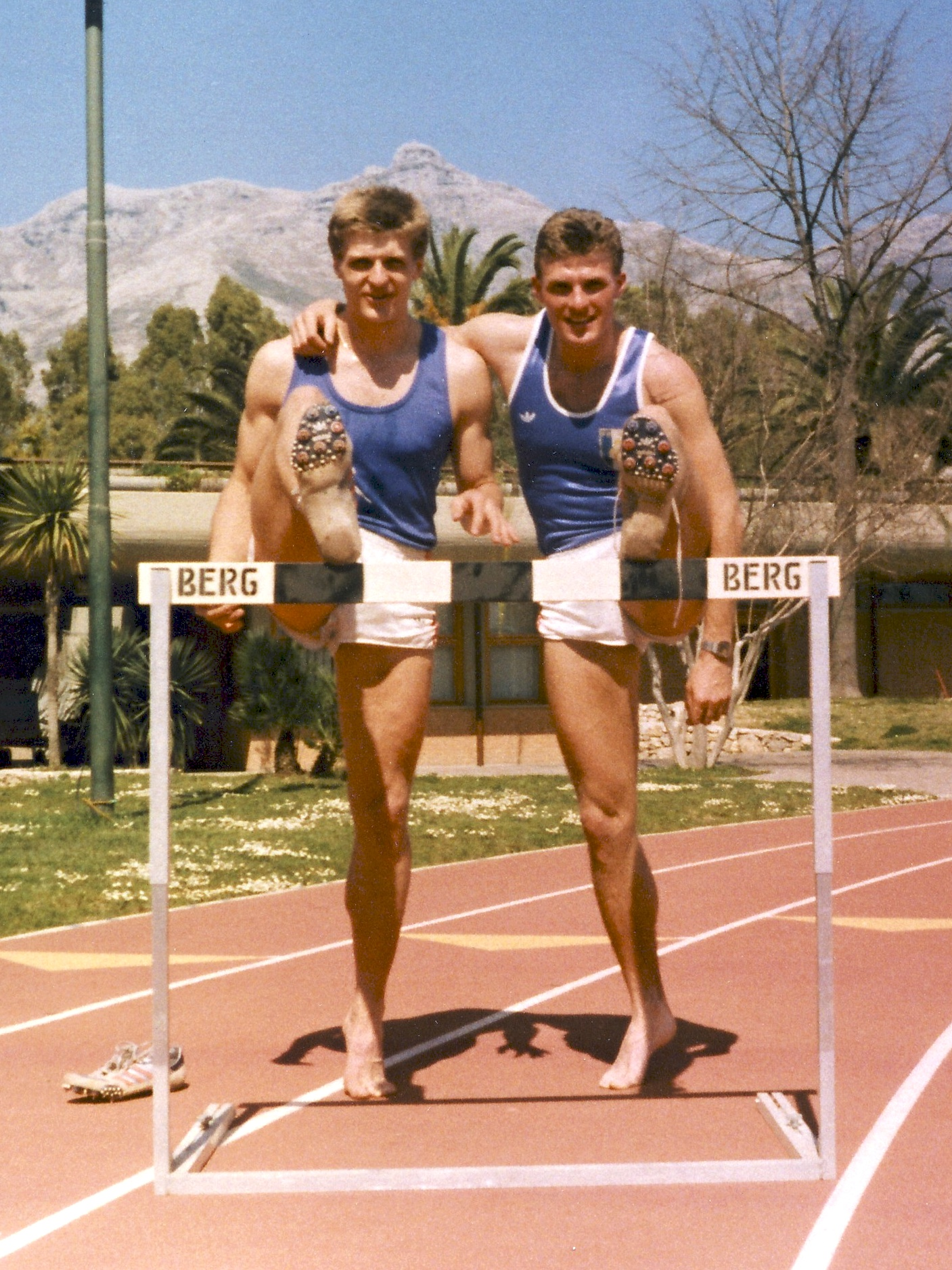
Jiří Hudec (rechts) schied als Siebter seines Vorlaufs aus

19. August 1993, 11:43 Uhr
Wind: −0,2 m/s
| Platz | Name                | Nation      | Zeit (s) |
| ----- | ------------------- | ----------- | -------- |
| 1     | Tony Dees           | USA         | 13,53    |
| 2     | Florian Schwarthoff | Deutschland | 13,60    |
| 3     | Thomas J. Kearns    | Irland      | 13,77    |
| 4     | Wladimir Belokon    | Ukraine     | 13,83    |
| 5     | Kobus Schoeman      | Südafrika   | 13,83    |
| 6     | Mathieu Jouys       | Frankreich  | 13,93    |
| 7     | Jiří Hudec          | Tschechien  | 14,18    |
| 8     | Avele Tanielu       | Westsamoa   | 19,31    |

### Vorlauf 6
19. August 1993, 11:50 Uhr
Wind: −0,6 m/s
| Platz | Name               | Nation              | Zeit (s) |
| ----- | ------------------ | ------------------- | -------- |
| 1     | George Boroi       | Rumänien            | 13,61    |
| 2     | Li Tong            | Volksrepublik China | 13,64    |
| 3     | Tim Kroeker        | Kanada              | 13,71    |
| 4     | Igor Kováč         | Slowakei            | 13,71    |
| 5     | Antti Haapakoski   | Finnland            | 13,76    |
| 6     | Sergei Usow        | Belarus             | 13,90    |
| 7     | Mohammed Abdel Aal | Ägypten             | 14,38    |
| 8     | Noureddine Tadjine | Algerien            | 14,50    |

## Halbfinale
Aus den drei Halbfinalläufen qualifizierten sich die jeweils ersten beiden Athleten – hellblau unterlegt – sowie die darüber hinaus zwei zeitschnellsten Läufer – hellgrün unterlegt – für das Finale.

### Halbfinallauf 1
19. August 1993, 18:50 Uhr
Wind: ±0,0 m/s
| Platz | Name                | Nation         | Zeit (s) |
| ----- | ------------------- | -------------- | -------- |
| 1     | Colin Jackson       | Großbritannien | 13,13    |
| 2     | Igors Kazanovs      | Lettland       | 13,26    |
| 3     | Florian Schwarthoff | Deutschland    | 13,31    |
| 4     | Mark Crear          | USA            | 13,38    |
| 5     | Dan Philibert       | Frankreich     | 13,42    |
| 6     | Piotr Wojcik        | Polen          | 13,67    |
| 7     | Sean Cahill         | Irland         | 13,84    |
| 8     | Wladimir Belokon    | Ukraine        | 14,01    |

### Halbfinallauf 2
19. August 1993, 18:57 Uhr
Wind: −0,1 m/s
| Platz | Name              | Nation              | Zeit (s) |
| ----- | ----------------- | ------------------- | -------- |
| 1     | Jack Pierce       | USA                 | 13,11    |
| 2     | Dietmar Koszewski | Deutschland         | 13,48    |
| 3     | George Boroi      | Rumänien            | 13,54    |
| 4     | Li Tong           | Volksrepublik China | 13,59    |
| 5     | Thomas J. Kearns  | Irland              | 13,68    |
| 6     | Andrew Tulloch    | Großbritannien      | 13,79    |
| 7     | Antti Haapakoski  | Finnland            | 13,88    |
| 8     | Igor Kováč        | Slowakei            | 14,02    |

### Halbfinallauf 3
19. August 1993, 19:04 Uhr
Wind: −0,3 m/s
| Platz | Name             | Nation         | Zeit (s) |
| ----- | ---------------- | -------------- | -------- |
| 1     | Tony Jarrett     | Großbritannien | 13,14    |
| 2     | Tony Dees        | USA            | 13,19    |
| 3     | Emilio Valle     | Kuba           | 13,19    |
| 4     | Kyle Vander-Kuyp | Australien     | 13,48    |
| 5     | Hubert Grossard  | Belgien        | 13,61    |
| 6     | Eric Kaiser      | Deutschland    | 13,64    |
| 7     | Tim Kroeker      | Kanada         | 13,74    |
| 8     | Kai Kyllonen     | Finnland       | 13,96    |

## Finale

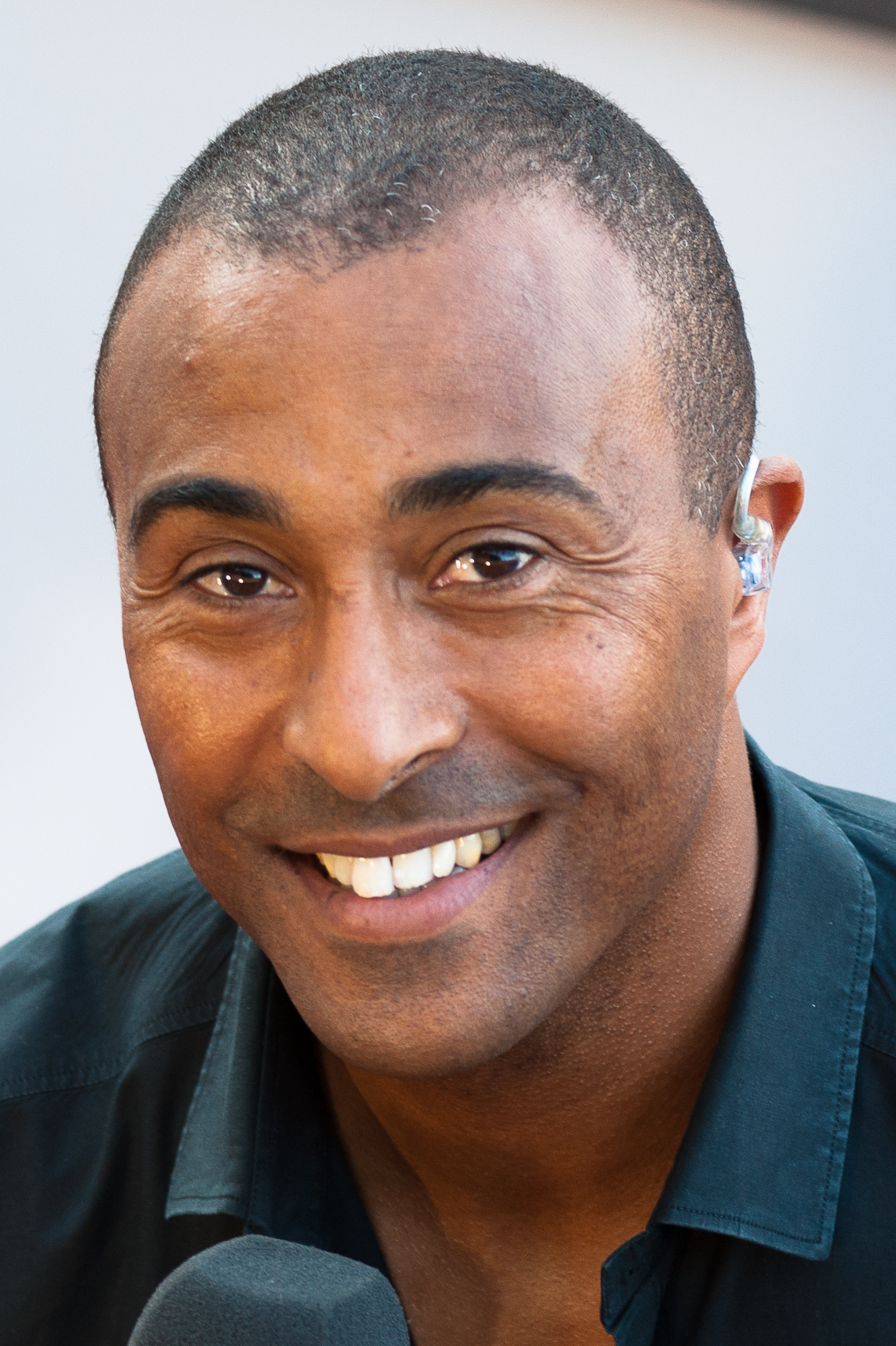
Colin Jackson (hier im Jahr 2012), Weltmeister mit Weltrekord – 1992 war er Olympiazweiter, 1987 WM-Dritter und 1990 Europameister
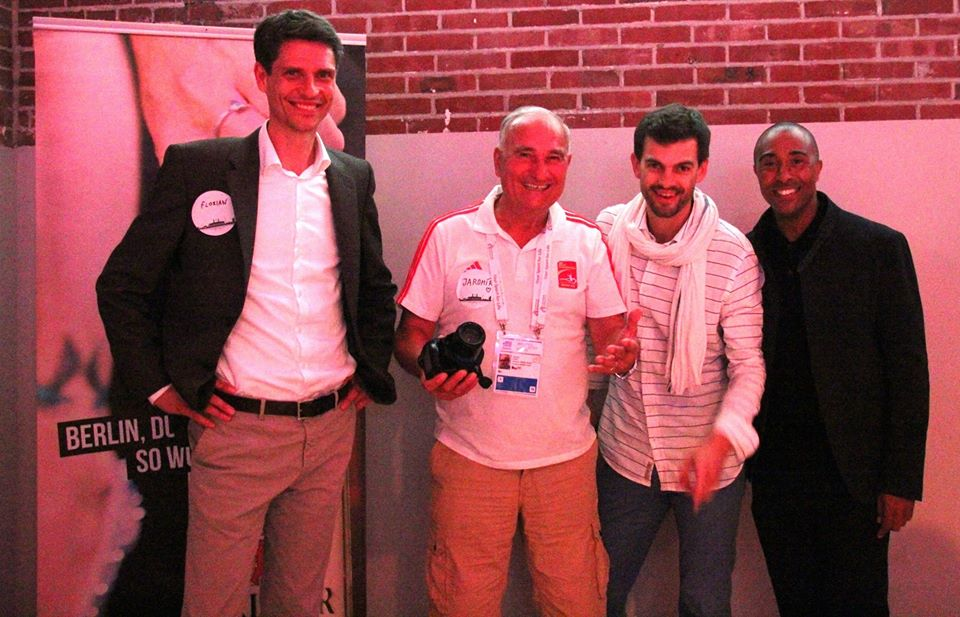
Florian Schwarthoff (ganz links, Foto: 2016) belegte Rang fünf (ganz rechts: Colin Jackson)

20. August 1993, 20:40 Uhr
Wind: +0,5 m/s
| Platz | Name                | Nation         | Zeit (s) |
| ----- | ------------------- | -------------- | -------- |
| 1     | Colin Jackson       | Großbritannien | 12,91 WR |
| 2     | Tony Jarrett        | Großbritannien | 13,00    |
| 3     | Jack Pierce         | USA            | 13,06    |
| 4     | Emilio Valle        | Kuba           | 13,20    |
| 5     | Florian Schwarthoff | Deutschland    | 13,27    |
| 6     | Igors Kazanovs      | Lettland       | 13,38    |
| 7     | Dietmar Koszewski   | Deutschland    | 13,60    |
| 8     | Tony Dees           | USA            | 14,13    |

## Video
- Colin Jackson-110m.Hurdles.WR ,Stuttgart,1993, Video veröffentlicht am 21. Dezember 2012 auf youtube.com, abgerufen am 10. Mai 2020